# Yoshihide Nishikawa
Yoshihide Nishikawa (西川 吉英 Nishikawa Yoshihide?, nacido el 10 de abril de 1978 en Tochigi) es un exfutbolista japonés. Jugaba de centrocampista y su último club fue el Tochigi SC de Japón.

## Trayectoria

### Clubes
| Club            | País  | Año         |
| --------------- | ----- | ----------- |
| Oita Trinita    | Japón | 2001        |
| Shonan Bellmare | Japón | 2002 - 2003 |
| Sagawa Printing | Japón | 2004 - 2005 |
| Tochigi SC      | Japón | 2005 - 2007 |